# Chałupki Łaziskie
Chałupki Łaziskie – wieś w Polsce położona w województwie mazowieckim, w powiecie szydłowieckim, w gminie Orońsko. 
Miejscowość wchodzi w skład sołectwa Łaziska.
W latach 1975–1998 miejscowość administracyjnie należała do województwa radomskiego.
Wierni Kościoła rzymskokatolickiego należą do parafii św. Jana Chrzciciela i św. Stanisława Kostki w Mniszku.